# Cornelia Ullrich

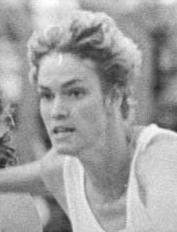
Cornelia Ullrich gewinnt 1988 in Jena vor Susanne Losch

Cornelia Ullrich (geb. Feuerbach bis 1986; * 26. April 1963 in Halberstadt) ist eine ehemalige deutsche Leichtathletin, die – für die DDR startend – bei den Weltmeisterschaften 1987 die Bronzemedaille im 400-Meter-Hürdenlauf gewann (54,31 s). Ebenfalls Dritte im 400-Meter-Hürdenlauf wurde sie bei den Europameisterschaften 1986 (54,13 s).
Cornelia Ullrich startete für den SC Magdeburg. In ihrer Wettkampfzeit war sie 1,72 m groß und wog 59 kg.